# بيت محي الدين (السدة)

تعديل مصدري - تعديل

بيت محي الدين محلة تابعة لقرية منزل غراب، التابعة لعزلة التويتي بمديرية السدة إحدى مديريات محافظة إب في الجمهورية اليمنية.، بلغ تعداد سكانها 49 حسب تعداد اليمن لعام 2004.